# Chirosia betuleti
Chirosia betuleti är en tvåvingeart som först beskrevs av Ringdahl 1935.  Chirosia betuleti ingår i släktet Chirosia och familjen blomsterflugor. Arten är reproducerande i Sverige. Inga underarter finns listade i Catalogue of Life.

## Bildgalleri

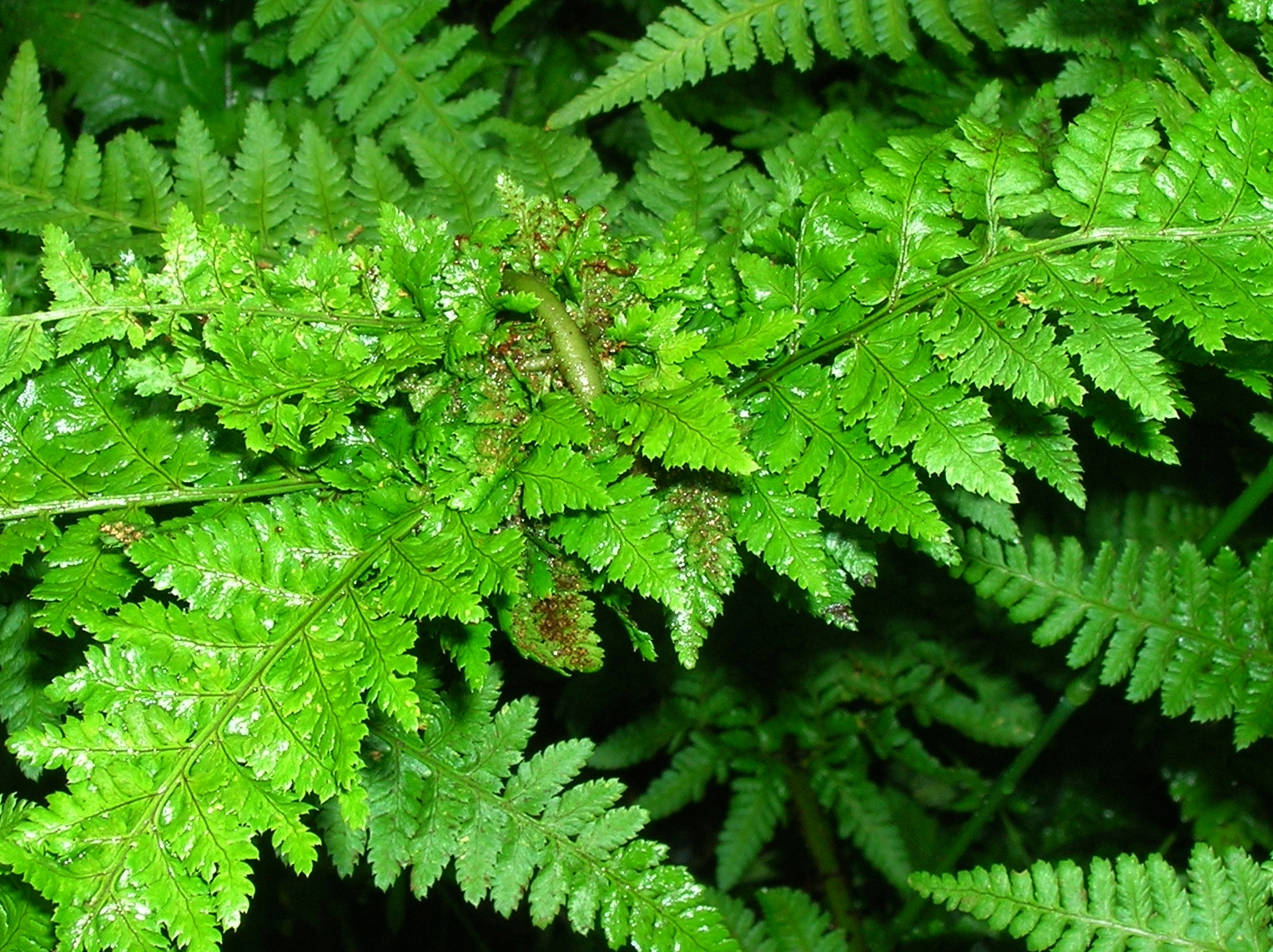